# Molophilus (Molophilus) aterrimus
Molophilus (Molophilus) aterrimus is een tweevleugelige uit de familie steltmuggen (Limoniidae). De soort komt voor in het Australaziatisch gebied.